# Morawitzia mandibularis
Morawitzia mandibularis là một loài Hymenoptera trong họ Halictidae. Loài này được Alfken mô tả khoa học năm 1935.